# Stenocereus chacalapensis
Stenocereus chacalapensis ist eine Pflanzenart aus der Gattung Stenocereus in der Familie der Kakteengewächse (Cactaceae). Das Artepitheton chacalapensis verweist auf das Vorkommen der Art beim mexikanischen Ort Chaealapa in Oaxaca.

## Beschreibung
Stenocereus chacalapensis wächst baumförmig mit zahlreichen kandelaberartig verzweigten Trieben und erreicht Wuchshöhen von 10 bis 15 Meter. Es wird ein deutlicher Stamm ausgebildet. Die sehr langen, graugrünen Triebe sind aufrecht, stehen eng parallel zusammen und weisen Durchmesser von bis zu 15 Zentimeter auf. Es sind sieben, etwas gerundete und nicht gekerbte Rippen vorhanden. Die zehn bis 14 Dornen lassen sich nicht deutlich in Mittel- und Randdornen unterscheiden. Sie sind grau bis schwarz, abstehend und 5 bis 28 Millimeter lang. Die kürzesten von ihnen erscheinen aus dem oberen Teil der Areolen.
Die trichterförmigen, duftenden, weißen Blüten öffnen sich in der Nacht und bleiben bis in den nächsten Tag hinein geöffnet. Sie sind bis zu 11 Zentimeter lang und weisen Durchmesser von 7 Zentimeter auf. Die kugelförmigen, braunen Früchte sind stark bedornt.

## Verbreitung, Systematik und Gefährdung
Stenocereus chacalapensis ist in den Küstengebieten des mexikanischen Bundesstaates Oaxaca in Höhenlagen von 180 bis 600 m verbreitet.
Die Erstbeschreibung als Ritterocereus chacalapensis erfolgte 1957 durch Helia Bravo Hollis und Thomas Baillie MacDougall. Helia Bravo Hollis stellte die Art 1978 in die Gattung Stenocereus. Weitere nomenklatorische Synonyme sind Rathbunia chacalapensis (Bravo & T.MacDoug.) P.V.Heath (1992) und Glandulicereus chacalapensis (Bravo & T.MacDoug.) Guiggi (2012).
In der Roten Liste gefährdeter Arten der IUCN wird die Art als „Critically Endangered (CR)“, d. h. als vom Aussterben bedroht geführt.

## Nachweise